# Terezín
Terezín (in tedesco Theresienstadt, in italiano Tirisino) è una città della Repubblica Ceca facente parte del distretto di Litoměřice, nella regione di Ústí nad Labem, a circa 60 km a nord di Praga.
Nacque alla fine del XVIII secolo come città-fortezza, con due poli tra loro distinti: la "grande fortezza" e la "piccola fortezza". La "piccola fortezza" per lungo tempo funzionò come prigione; anche il nazionalista serbo Gavrilo Princip vi fu detenuto, e vi morì di tubercolosi nel 1918. La "grande fortezza" è nota soprattutto perché durante la seconda guerra mondiale fu trasformata dai nazisti nel campo di concentramento di Theresienstadt, poi aperto a museo.

## Storia

### Dall'edificazione alla fine del XIX secolo
Nel tardo XVIII secolo l'imperatore d'Austria Giuseppe II d'Asburgo-Lorena fece progettare una città fortezza al centro della Boemia, dandole il nome di Theresienstadt (città di Teresa) in onore dell'imperatrice Maria Teresa d'Austria (Terezín in ceco). La città fortezza fu costruita sotto la supervisione dell'architetto militare veronese generale conte Clemente Pellegrini.

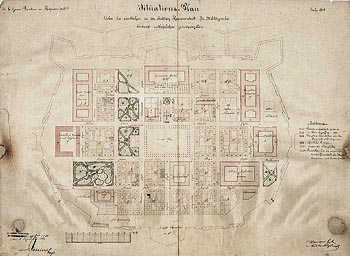
Planimetria della fortezza di Terezin del 1869

La costruzione iniziò nel 1780 e terminò dieci anni dopo. Si trattava di una città militare, edificata con lo scopo di proteggere Praga dai possibili attacchi prussiani provenienti da nord e parte del sistema di fortificazione antiprussiano.
La città fortezza fu edificata all'altezza della divisione in due rami dell'Ohře (in tedesco Eger), affluente dell'Elba. Presso il ramo più a ovest venne costruita la fortezza più imponente (grande fortezza); presso il ramo più a est la fortezza più piccola (piccola fortezza); le due fortezze distavano tra loro circa un chilometro.
L'estensione della fortezza copriva 3.89 km². Le fortificazioni furono progettate nella tradizione di Sébastien Le Prestre de Vauban. In tempo di pace potevano ospitare 5.655 soldati, mentre in tempo di guerra fino a circa 11.000 unità, e i terreni contigui potevano essere allagati per scoraggiare gli attacchi ed agevolare la difesa.
Le fortezze non svolsero mai la funzione per cui erano state inizialmente progettate, pur rimanendo un presidio strategico importante. Nel 1882 Theresienstadt fu abbandonata in quanto sede di guarnigione e la piccola fortezza trasformata in carcere di sicurezza per prigionieri militari e politici oppositori della monarchia asburgica. Anche se fin dal 1850 numerosi patrioti italiani, condannati dall'impero asburgico, dopo i processi di Mantova, vi furono detenuti.

### Prima Guerra Mondiale

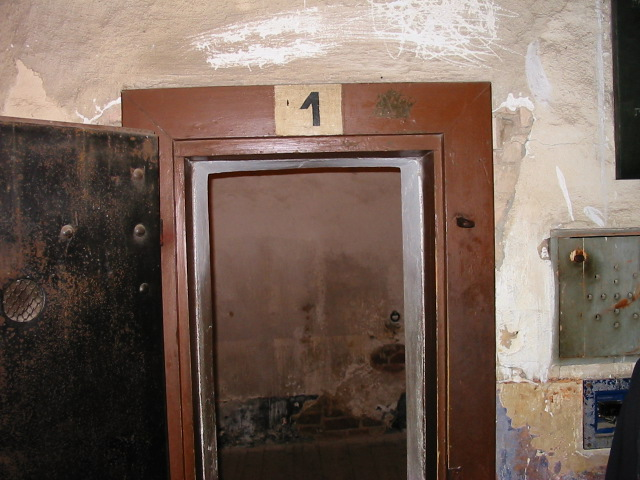
La cella in cui Gavrilo Princip venne rinchiuso.

Durante la prima guerra mondiale la piccola fortezza fu utilizzata come campo di concentramento. Molte migliaia di deportati dalla Russia vi vennero rinchiusi dall'impero austro-ungarico. Anche Gavrilo Princip, l'assassino dell'arciduca erede al trono e della moglie, morì in queste celle nel 1918 a causa della tubercolosi.

### Seconda Guerra Mondiale

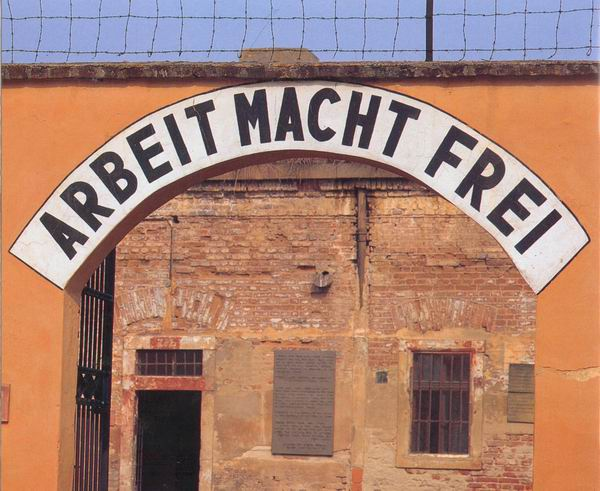
La nota scritta Arbeit macht frei sopra l'ingresso del campo

Durante la seconda guerra mondiale la Gestapo utilizzò la grande fortezza di Terezin, più conosciuta con il nome tedesco di Theresienstadt, come campo di concentramento. Circa 144.000 ebrei ed ebree furono imprigionati/e qui, ne morirono 33.000, la maggior parte a causa delle inumane condizioni (fame, malattie, e un'epidemia di tifo esantematico verso la fine della guerra). Tra gli altri, furono qui tenute prigioniere, anche la prima donna ordinata rabbino, Regina Jonas, prima di essere deportata ad Auschwitz e la giurista e politica cecoslovacca Milada Horáková, esponente della resistenza antinazista e anticomunista, perseguitata da entrambi i regimi, divenuta simbolo di coraggio, dignità e difesa degli ideali di democrazia.
Circa 88.000 delle persone prigioniere furono deportate verso il campo di concentramento di Auschwitz ed altri campi di sterminio. Alla fine della guerra le persone sopravvissute furono 17.247. Anche la "piccola fortezza" (in ceco: Malá pevnost, in tedesco: Kleine festung), venne utilizzata dalla Gestapo, a partire dal 1940, come prigione (la più grande dell'intero protettorato di Boemia e Moravia). Circa 90.000 persone furono imprigionate qui, 2.600 delle quali morirono. Il 9 maggio 1945 le forze sovietiche liberarono la città dall'occupazione nazista.

### Dopo la guerra

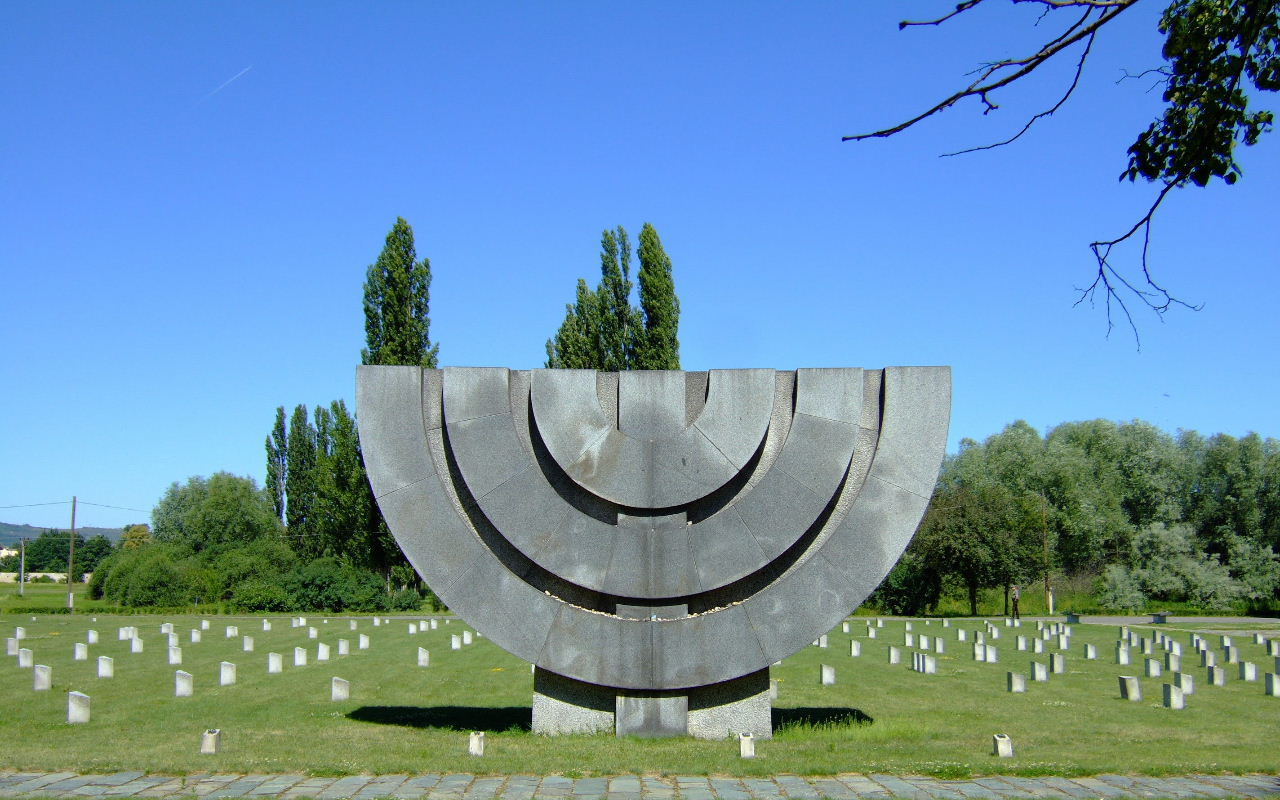
Cimitero ebraico a Theresienstadt

Dopo la guerra Terezin è rimasta un insediamento militare fino al 1996. L'uscita di scena delle forze militari ha avuto un impatto negativo sull'economia locale. Terezín sta ancora cercando di superare il proprio passato militare per usufruire al meglio dell'attuale condizione di città libera. Nel 2002 la città è stata oggetto di un forte allagamento. La sussistenza economica si basa oggi sulla produzione di armi, la produzione manifatturiera, l'agricoltura e il turismo legato alla visita sia della piccola fortezza che dell'ex-campo di concentramento nella fortezza grande, ancora in ottime condizioni.

## Amministrazione

### Gemellaggi
- Dębno - Polonia
- Strausberg - Germania